# Красное (Запорожская область)
Красное (укр. Красне) — посёлок,
Панфиловский сельский совет,
Черниговский район,
Запорожская область,
Украина.
Код КОАТУУ — 2325585703. Население по переписи 2001 года составляло 237 человек.

## Географическое положение
Посёлок Красное находится у истоков реки Чукрак,
ниже по течению примыкает село Ильино.
Через посёлок проходит автомобильная дорога Р-37.

## История
- 1820 год — дата основания как село Пирденау.
- В 1945 году переименовано в село Вольное Третье.
- В 1962 году переименовано в посёлок Красное.